# Андерсон, Адам (экономист)
Адам Андерсон (1692 или 1693 — 10 января 1765) — шотландский экономист.
Он был клерком в течение сорока лет в South Sea House, штаб-квартире Компании Южных морей, где он опубликовал работу под названием Historical and Chronological Deduction of the Origin of Commerce from the Earliest Accounts to the Present Time, containing a History of the Great Commercial Interests of the British Empire  (рус. «Историко-хронологическое рассуждение о происхождении торговли с древнейших времён до наших дней, включая историю великих торговых интересов Британской империи» (1762 год, 2 тома).
В конце своей жизни он отправился в американские колонии. Его сын Адам Э. Андерсон позднее стал одним из ранних поселенцев и планировщиков территории американского штата Огайо; в честь последнего назван один из округов штата.